# Ахтиялка
Ахтиялка — река в России, протекает по Менделеевскому району Республики Татарстан. Впадает в Нижнекамское водохранилище. Длина реки 9,3 км, площадь водосбора 42 км². Густота речной сети составляет 0,35 км/км², 7 % территории бассейна залесено.

## Общие сведения
Берёт начало на южных отрогах Можгинской возвышенности на северо-востоке района, в 3 км к востоку от деревни Русский Сарсаз. Высота истока — 160 м. Общее направление течения — юго-восточное.
Впадает в Нижнекамское водохранилище у села Ижёвка. Высота устья — 63 метра над уровнем моря. До образования водохранилища являлась притоком реки Иж.
На правом берегу реки расположена также деревня Татарский Ахтиял. В селе Ижёвка в устьевом заливе находится пристань Ижевский Источник.

## Характеристика
Ахтиялка имеет 3 притока длиной от 1 до 3,2 км.
Питание преимущественно снеговое. Модуль подземного питания 0,1 л/с км². Имеет высокое половодье и очень низкую межень. Средний многолетний слой стока половодья 110 мм. Средний многолетний меженный расход воды в устье 0,05 м³/с.
Вода жёсткая (6-9 мг-экв/л) весной и очень жёсткая (до 12 мг-экв/л) зимой и летом. Общая минерализация 100—200 мг/л весной и 500—700 мг/л зимой и летом.

## Данные водного реестра
По данным государственного водного реестра России относится к Камскому бассейновому округу, водохозяйственный участок реки — Иж от истока и до устья, речной подбассейн реки — бассейны притоков Камы до впадения Белой. Речной бассейн реки — Кама.
Код объекта в государственном водном реестре — 10010101212111100027644.